# Narciso Yepes
Narciso Yepes (Lorca, 14 de novembro de 1927 — 3 de maio de 1997) foi um guitarrista espanhol.

## Biografia
Narciso Yepes nasceu em uma família de origem humilde em Lorca, Região de Múrcia. Seu pai ofereceu-lhe a sua primeira guitarra quando tinha quatro anos de idade. Ele tomou suas primeiras lições de Jesus Guevara, em Lorca. Mais tarde, sua família mudou-se para Valência, quando a Guerra Civil Espanhola começou em 1936.
Quando tinha 13 anos foi admitido para estudar no Conservatório de Valência com o pianista e compositor Vicente Asencio. Aqui seguiu os cursos de harmonia, desempenho, composição e.
Em 16 de dezembro de 1947 fez a sua estreia em Madrid, com o Concerto de Aranjuez de Joaquín Rodrigo Aranjuez com Ataulfo Argenta a conduzir a Orquestra Nacional de Espanha. O sucesso esmagador do desempenho trouxe notoriedade da crítica e público. Logo depois, ele começou a excursionar com Argenta, visitando Suíça, Itália, Alemanha e França. Durante este tempo ele foi o grande responsável para a crescente popularidade do Concerto de Aranjuez.
Em 1950, depois de passar em Paris, passou um ano estudando interpretação sob o violinista George Enescu, eo pianista Walter Gieseking. Ele também estudou informalmente com Nadia Boulanger. Isto foi seguido por um longo período na Itália, onde ele aproveitou o contato com artistas de todo tipo.
Em 18 de maio de 1951 inclinou-se sobre o parapeito de uma ponte em Paris e assistiu ao fluxo do rio Sena e inesperadamente ouviu uma voz interior lhe perguntar: "O que você está fazendo?" Ele tinha sido um incrédulo por 25 anos, perfeitamente satisfeito que não havia nenhum Deus ou transcendência ou vida após a morte. Mas essa questão existencial, o que ele entendia como o chamado de Deus, tudo mudou para ele. Ele se tornou um católico devoto, que permaneceu durante o resto de sua vida.
Em 1952, um trabalho (Romance), Yepes afirma ter escrito quando ele era um jovem garoto [2], se tornou o tema para os Jogos de filmes Proibido (Jeux Interdits) por Clément René.
Apesar das alegações Yepes Popular de compor-la, a peça (Romance) tem sido muitas vezes atribuídos a outros autores, na verdade, versões publicadas existem desde antes Yepes foi mesmo de nascer, e a mais antiga gravação conhecida da obra remonta a um cilindro de cerca de 1900 [3]. Nos créditos do filme Jeux Interdits, no entanto, Romance é creditado como "Tradicional:. Arranjado - Narciso Yepes" Yepes também realizadas outras peças para a trilha sonora de jogos Proibida. Seus créditos mais tarde, como compositor de trilhas sonoras incluem as trilhas sonoras de La Fille aux yeux d'or (1961) e La viuda del capitán Estrada (1991). Ele também estrelou como um músico no filme de 1967 de El Amor Brujo.
Em Paris, ele conheceu Marysia Szumlakowska, um estudante de filosofia jovem polonês. Eles se casaram em 1958 e teve dois filhos, Juan de la Cruz (falecido), Ignacio Yepes, um condutor de orquestra e flautista, e uma filha, Ana Yepes, um bailarino e coreógrafo. [4]
Em 1964, Yepes realizou o Concierto de Aranjuez com a Orquestra Filarmónica de Berlim, estreia a guitarra de dez cordas, que ele inventou em colaboração com o luthier renomado José Ramírez III [5].
Ajuste Yepes 'guitarra de 10 cordas-
O instrumento foi possível transcrever obras originalmente escritas para alaúde barroco sem transposição deletério das notas graves. No entanto, a principal razão para a invenção deste instrumento foi a adição de ressonadores cordas afinadas para C, A G #, #, F #, que resultou na primeira guitarra com a ressonância das cordas verdadeiramente cromática - semelhante ao do piano com a sua sustentação / pedal mecanismo.
Depois de 1964, Yepes usado a guitarra de dez cordas, exclusivamente, excursionando todos os seis continentes habitados, atuando em recitais, bem como das principais orquestras do mundo, dando uma média de 130 apresentações a cada ano.
Além de ser um músico consumado, Yepes foi também um estudioso significativa. Sua pesquisa em manuscritos esquecidos dos séculos XVI e XVII resultou na descoberta de numerosas obras para violão ou alaúde. Ele também foi a primeira pessoa a gravar as obras completas de Bach para alaúde em instrumentos de época (14-curso alaúde barroco). Além disso, através de sua paciente e estudo intensivo de seu instrumento, Narciso Yepes desenvolveu uma técnica revolucionária e recursos previamente insuspeitas e possibilidades.
Ele foi concedido muitas honras oficiais, incluindo a Medalha de Ouro de Distinção em Artes, conferido pelo rei Juan Carlos I; membro da Academia de "Alfonso X el Sabio" e um doutorado honorário da Universidade de Murcia. Em 1986 foi agraciado com o Prémio Nacional de Música da Espanha, e ele foi eleito por unanimidade para a Real Academia de Bellas Artes de San Fernando.
Na década de 1980, Yepes formou o trio Yepes com seu filho Ignacio Yepes na flauta e sua filha Ana na dança, com coreografia dela própria.
Depois de 1993, Narciso Yepes limitou suas aparições públicas devido à doença. Ele deu o seu último concerto em 1 de março de 1996, em Santander (Espanha).
Morreu em Murcia em 1997, após uma longa batalha contra o linfoma.

## Discografia (lista parcial)
- "La Fille aux yeux d'or" (trilha-sonora original) (Fontana, 460.805)
- "Narciso Yepes: Bacarisse/Torroba" (Concertos) (London, CCL 6001)
- "Jeux Interdits" (Trilha-sonora) (London, Kl 320)
- "Narciso Yepes: Recital" (London, CCL 6002)
- "Falla/Rodrigo" (Concerto de Aranjuez) (London, CS 6046)
- "Spanish Classical Guitar Music" (London, KL 303)
- "Vivaldi/Bach/Palau" (Conciertos & Chaconne)(London, CS 6201)
- "Guitar Recital: Vol. 2" (London, KL 304)
- "Rodrigo/Ohana" (Concertos) (London, CS 6356)
- "Guitar Recital: Vol. 3" (London, KL 305)
- "The World of the Spanish Guitar Vol. 2" (London, STS 15306)
- "Simplemente" (MusicBrokers, MBB 5191)
- "Recital Amerique Latine & Espagne" (Forlane, UCD 10907)
- "Les Grands d'Espagne, Vol. 4" (Forlane, UM 3903)
- "Les Grands d'Espagne, Vol. 5" (Forlane, UM 3907)
- "Fernando Sor - 24 Etudes" (Deutsche Grammophon, 139 364)
- "Spanische Gitarrenmusik aus fünf Jahrhunderten, Vol. 1" (Deutsche Grammophon, 139 365)
- "Spanische Gitarrenmusik aus fünf Jahrhunderten, Vol. 2" (Deutsche Grammophon, 139 366)
- "Joaquín Rodrigo: Concierto de Aranjuez, Fantasía para un Gentilhombre" (Deutsche Grammophon, 139 440)
- "Rendezvous mit Narciso Yepes" (Deutsche Grammophon, 2538 106)
- "Luigi Boccerini: Gitarren-Quintette" (Deutsche Grammophon, 2530 069 & 429 512-2)
- "J.S. Bach - S.L. Weiss" (Deutsche Grammophon, 2530 096)
- "Heitor Villa-Lobos" (Deutsche Grammophon, 2530 140 & 423 700-2)
- "Música Española" (Deutsche Grammophon, 2530 159)
- "Antonio Vivaldi" (Concertos) (Deutsche Grammophon, 2530 211 & 429 528-2)
- "Música Catalana" (Deutsche Grammophon, 2530 273)
- "Guitarra Romantica" (Deutsche Grammophon, 2530 871)
- "Johann Sebastian Bach: Werke für Laute" (Deutsche Grammophon, 2708 030)
- "Francisco Tárrega" (Deutsche Grammophon, 410 655-2)
- "Joaquín Rodrigo" (Guitar Solos) (Deutsche Grammophon, 419 620-2)
- "Romance d'Amour" (Deutsche Grammophon, 423 699-2)
- "Canciones españolas I" (Deutsche Grammophon, 435 849-2)
- "Canciones españolas II" (Deutsche Grammophon, 435 850-2)
- "Rodrigo/Bacarisse" (Concertos) (Deutsche Grammophon, 439 5262)
- "Johann Sebastian Bach: Werke für Laute" (Deutsche Grammophon, 445 714-2 & 445 715-2)
- "Rodrigo/Halffter/Castelnuovo-Tedesco" (Concertos) (Deutsche Grammophon, 449 098-2)
- "Domenico Scarlatti: Sonatas" (Deutsche Grammophon, 457 325-2 & 413 783-2)
- "Guitar Recital" (Deutsche Grammophon, 459 565-2)
- "Asturias: Art of the Guitar" (Deutsche Grammophon, 459 613-2)
- "Narciso Yepes" (Deutsche Grammophon, 474 667-2 to 474 671-2)
- "20th Century Guitar Works" (Deutsche Grammophon)
- "Guitar Music of Five Centuries" (Deutsche Grammophon)
- "G.P. Telemann" (Duos with Godelieve Monden) (Deutsche Grammophon)
- "Guitar Duos" (BMG)
- "Leonardo Balada: Symphonies" ('Persistencies') (Albany, TROY474)[1]